# Urspringen
Urspringen er en kommune i Landkreis Main-Spessart i regierungsbezirk Unterfranken i den tyske delstat Bayern.

## Geografi
Urspringen ligger i Region Würzburg, og er en del af Verwaltungsgemeinschaft Marktheidenfeld.